# Grand Theft Auto 2
Grand Theft Auto 2 је акцијска видео-игра из Grand Theft Auto серијала, произвођача Рокстар норт, која је међународно издата 22. октобра 1999. године. Прво је изашла за за Windows и плејстејшн конзоле. Игра је касније портирана на дримкаст и гејмбој конзоли. Игра је наставак популарне видео-игре Grand Theft Auto I из 1997. године. Верзија за рачунар и дримкаст конзолу су означене само за старије од 17 година. Вулгарности и насиље је смањено у верзијама за плејстејшн и гејмбој конзолу, па су игрице за њих означене за старије од 13 година. Рокстар гејмс је објавио игрицу за скидање на интернету, потпуно бесплатно.

## Радња игрице
Радња игрице је смешта у граду званом Свуда (енгл. Anywhere) у Сједињеним Америчким Државама. Главни лик игре је Клауд Спид.
Град је подељен у три етапе, односно у дистрикте. Прва етара је центар града и седиште је пословних активности, место великих институција. Други дистрикт састоји се од затвора, парка, бара, робне куће и велике хидроелектране. Трећи последњи дистрикт је индустријска зона, у којој се налази и градска лука, фабрика месних прерађевина и нуклеарна електрана.
Овај наставак задржао је сличност са првим делом, па постоји могућност истраживања града пешачењем или аутомобилом, као и крађом и разговором на телефону. Циљ игре је постићи што више бодова извршавањем задатака.
35.00% (GBC)
| MC = 70/100 (PS1)